# 下端駅 (平安北道)
下端駅（ハダンえき）は朝鮮民主主義人民共和国平安北道定州市にある、朝鮮民主主義人民共和国鉄道省平義線の駅である。1938年7月16日に開業した。

## 隣の駅
朝鮮民主主義人民共和国鉄道省
平義線
定州青年駅 - 下端駅 - 郭山駅